# Jonasmyrtjärnen (Arvidsjaurs socken, Lappland, 726672-167478)
Jonasmyrtjärnen är en sjö i Arvidsjaurs kommun i Lappland och ingår i Byskeälvens huvudavrinningsområde.